# П'ятнадцятикутник

П'ятнадцятикутник

П'ятнадцятикутник, пентадекагон - це багатокутник з п'ятнадцятьма сторонами.

## Правильний п'ятнадцятикутник
Правильний п'ятнадцятикутник представлений символом Шлефлі {15}.
Правильний п'ятнадцятикутник має внутрішні кути 156°. Зі стороною a п'ятнадцятикутник має площу, задану формулою
{\displaystyle {\begin{aligned}A={\frac {15}{4}}a^{2}\cot {\frac {\pi }{15}}&={\frac {15}{4}}{\sqrt {7+2{\sqrt {5}}+2{\sqrt {15+6{\sqrt {5}}}}}}a^{2}\\&={\frac {15a^{2}}{8}}\left({\sqrt {3}}+{\sqrt {15}}+{\sqrt {2}}{\sqrt {5+{\sqrt {5}}}}\right)\\&\simeq 17.6424\,a^{2}.\end{aligned}}}

## Використання
Правильні трикутник, десятикутник, і п'ятнадцятикутник можуть повністю заповнити площину.

## Побудова п'ятнадцятикутника

Приблизна конструкція п'ятнадцятикутника.

Правильний п'ятнадцятикутник не можна побудувати за допомогою циркуля і лінійки. Однак, його можна побудувати за допомогою методу невсіса, якщо використовувати його разом з трисекцією кута, або з лінійкою з мітками як показано на наступних двох прикладах.

П'ятнадцятикутник в заданому колі:
Анімація (1м 47с) за допомогою методу невсіса побудови п'ятнадцятикутника в колі радіуса, спираючись на трисекцію кута за допомогою томагавка.